# Pearson (serial telewizyjny)
Pearson – amerykański serial telewizyjny (dramat polityczny, dramat prawniczy)  wyprodukowany przez Untitled Korsh Company, Hypnotic Films & Television, Major Migraine, Inc oraz Universal Cable Productions, który jest spin-offem W garniturach. Serial był emitowany od 17 lipca 2019 roku do 18 września 2019 roku przez USA Network.
Na początku listopada 2019 roku ogłoszono, że serial został zakończony na jednym sezonie.
Fabuła serialu skupia się na Jessice Pearson, prawniczce, która wkracza w świat polityki Chicago.

## Obsada

### Główna
- Gina Torres jako Jessica Pearson[3]
- Bethany Joy Lenz jako Keri Allen[4]
- Simon Kassianides jako Nick D'Amato[5]
- Eli Goree jako Derrick Mayes[4]
- Chantel Riley jako Angela Cook[4]
- Morgan Spector jako Mayor Bobby Novak[6]
- Isabel Arraiza jako Yoli Castillo[4]

### Role drugoplanowe
- D.B. Woodside jako Jeff Malone
- Wayne Duvall jako Pat McGann
- Betsy Brandt jako Stephanie Novak
- Gabriel Macht jako Harvey Specter

## Odcinki
| #  | Tytuł                    | Reżyseria                  | Scenariusz      | Premiera w USA Network |
| -- | ------------------------ | -------------------------- | --------------- | ---------------------- |
| 1  | The Alderman             | Kevin Bray                 | Daniel Arkin    | 17 lipca 2019          |
| 2  | The Superintendent       | Silver Tree                | Jameal Turner   | 24 lipca 2019          |
| 3  | The Union Leader         | Stefan Schwartz            | Sonay Hoffman   | 31 lipca 2019          |
| 4  | The Deputy Mayor         | Alexis Ostrander           | Chris Downey    | 7 sierpnia 2019        |
| 5  | The Former City Attorney | Salli Richardson-Whitfield | Lauren Herstik  | 14 sierpnia 2019       |
| 6  | The Donor                | Mark Polish                | Sylvia L. Jones | 21 sierpnia 2019       |
| 7  | The Immigration Lawyer   | Emile B. Levisetti         | Jameal Turner   | 28 sierpnia 2019       |
| 8  | The Political Wife       | Kevin Bray                 | Sonya Hoffman   | 4 września 2019        |
| 9  | The Rival                | Mark Tonderai              | Chris Downey    | 11 września 2019       |
| 10 | The Fixer                | Kevin Bray                 | Daniel Arkin    | 18 września 2019       |

## Produkcja
Pod koniec lutego 2017 roku poinformowano, że Gina Torres otrzymała główną rolę w spin-offie W garniturach. W listopadzie 2017 roku ogłoszono, że Morgan Spector i Simon Kassianides dołączyli do obsady dramatu. 9 marca 2018 roku stacja kablowa USA Network zamówiła pierwszy sezon serialu. We wrześniu 2018 roku poinformowano, że w serialu wystąpią Bethany Joy Lenz, Chantel Riley, Isabel Arraiza oraz Eli Goree.